# ヴァルハラナイツ エルダールサーガ
『ヴァルハラナイツ エルダールサーガ』（VALHALLA KNIGHTS ELDAR SAGA）は、マーベラスエンターテイメントより2009年10月8日に発売されたWii専用のアクションロールプレイングゲームである。